# Elisa Penna (giornalista)
Elisa Penna (Cusano Milanino, 24 novembre 1930 – Montalto Pavese, 30 aprile 2009) è stata una giornalista e fumettista italiana, vicedirettrice dal 1972 al 1994 della rivista Topolino.

## Biografia
Laureata in storia e filosofia, entrò alla Mondadori nel 1959 come redattrice della rivista Epoca. Nel 1962 venne nominata caporedattrice di Topolino, contribuendo a sviluppare e consolidare il successo del fumetto Disney in Italia. Intorno al 1972 fu incaricata di diventare vicedirettrice sotto la supervisione di Mario Gentilini, ruolo che ricoprì fino al 1994 sotto la gestione di Gaudenzio Capelli.
Nel 1969 suggerì al fumettista Guido Martina di creare un personaggio ispirato ai fumetti neri italiani, avvenimento che portò alla nascita di Paperinik. Questo personaggio ebbe un notevole successo nei decenni successivi. Tuttavia, alcune fonti negano il fatto: affermano che non ebbe alcun ruolo nella creazione del personaggio ed era solita appropriarsi di meriti altrui.
Fu anche autrice e sceneggiatrice di storie a fumetti per Topolino, nonché ideatrice della serie di volumi I manuali delle Giovani Marmotte, pubblicati sempre da Mondadori. Inoltre, contribuì, insieme ad altri, alla realizzazione del Manuale di Nonna Papera.

## Riconoscimenti
- Su Topolino n. 2791 le sono state dedicate due pagine nella rubrica da lei gestita, Qui... Paperino Quack!.
- Il suo nome è stato inserito nel Famedio di Milano, nel Cimitero Monumentale.